# Tomopterus staphylinus
Tomopterus staphylinus is een keversoort uit de familie van de boktorren (Cerambycidae). De wetenschappelijke naam van de soort werd voor het eerst geldig gepubliceerd in 1833 door Audinet-Serville.